# Saint Cornély
Pour les articles homonymes, voir Cornély.
Dans le sud de la Bretagne, saint Cornély (Sant Korneli en breton), dit aussi Carneli ou Korneli est le plus connu des saints protecteurs du bétail. Son nom est la forme bretonne de Corneille (en latin : Cornelius). Selon la légende bretonne, Cornély est pape de 251 à 253. L'empereur romain Trébonien Galle le persécute et il meurt en exil.

## Les soldats pétrifiés de Carnac
Selon cette légende dont différentes versions sont transmises par une longue tradition qui remonte au XVIIIe siècle et qui est popularisée  par l'abbé Buléon en 1899 dans les Annales de Bretagne, Cornély, pape à Rome, est poursuivi par des légionnaires romains de l'empereur Trébonien Galle. Deux bœufs l'accompagnent et portent ses bagages ou lui-même quand il est fatigué. Un soir, il arrive devant la mer. Les soldats le serrent de près, rangés en bataille. Ne trouvant pas de bateau pour fuir, il se retourne et pétrifie les soldats païens. Une version rapporte qu'il se cache dans l'oreille d'un bœuf et transforme les soldats en pierre. Telle serait l'origine des alignements mégalithiques de Carnac, surnommés dans la tradition « soldats de saint Cornély ».

## Saint protecteur du bétail

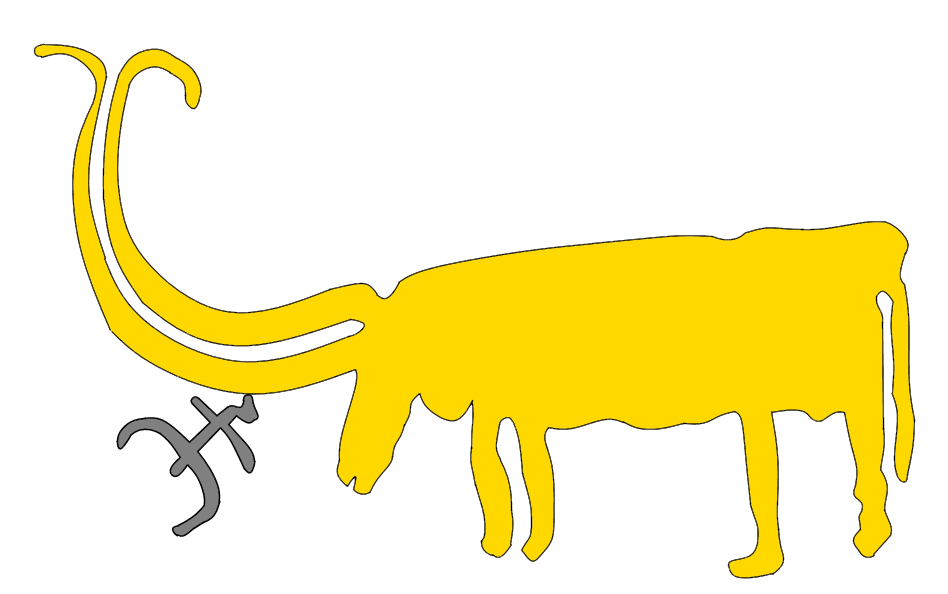
La dalle de couverture de la Table des Marchand et du cairn de Gavrinis pourrait représenter un taureau aux longues cornes en forme de lyre.

La légende de sant Korneli le reliant aux alignements de Carnac en fait le saint protecteur des bêtes à cornes et plus généralement du bétail en souvenir du jour où il s'est réfugié dans l’oreille de l'un de ses bœufs. Des traditions locales ont opéré une attraction paronymique pour inventer une parenté entre Cornely (dont le nom évoque des cornes) et la divinité gauloise cornue Cernunnos, et entre Cornely et Carnac. Des découvertes archéologiques (statuette d'un bœuf en bronze dans la villa gallo-romaine des Bosseno, ossements de bœufs dans le tumulus Saint-Michel, squelettes de vaches dans une fosse du tumulus d'Er Grah, représentation de bovidés ou de signes cornus dans les monuments mégalithiques…) ont renforcé ce jeu de mots qui postule une parenté onomastique entre le saint et les bêtes à cornes, et suggèrent un culte du taureau dès l'époque néolithique, que le christianisme aurait repris à son compte. « Saint Cornely est-il la christianisation d'une divinité pré-chrétienne (dieu-bœuf ?) et pourquoi pas pré-celtique ? Le croire ne demande qu'un acte de foi ».

## Culte
Cornély est connu sous le nom de Corneille à la Chapelle-des-Marais, en Loire-Atlantique. En Cornouailles, chez les Bretons d'outre-Manche, il existe une paroisse nommée « Cornelly » à Tregony dont l'église est sous le vocable de St. Cornelius, il en va de même pour la communauté de « Corneli » dans le sud du pays de Galles.
Dans le village de Kerprat à Plouhinec, une chapelle construite en 1768 est dédiée au saint. Le pardon de cette chapelle a lieu chaque année le deuxième dimanche de septembre. Une fontaine dédiée au saint, construite en 1716, se trouve à proximité du village de Magouëro. Une chapelle Saint-Cornély existe dans l'église paroissiale de Carnac. À proximité de l'édifice on peut visiter une fontaine Saint-Cornely du XVIIIe siècle. La chapelle Saint-Cornély à Lanester, ancienne chapelle romane détruite pendant la Seconde Guerre mondiale, a été remaniée dans les années 1960. À Péaule, la chapelle de campagne est dédiée au saint. Autrefois, le jour du pardon, on y bénissait les attelages de bœufs, aujourd'hui on bénit les tracteurs.

## Galerie

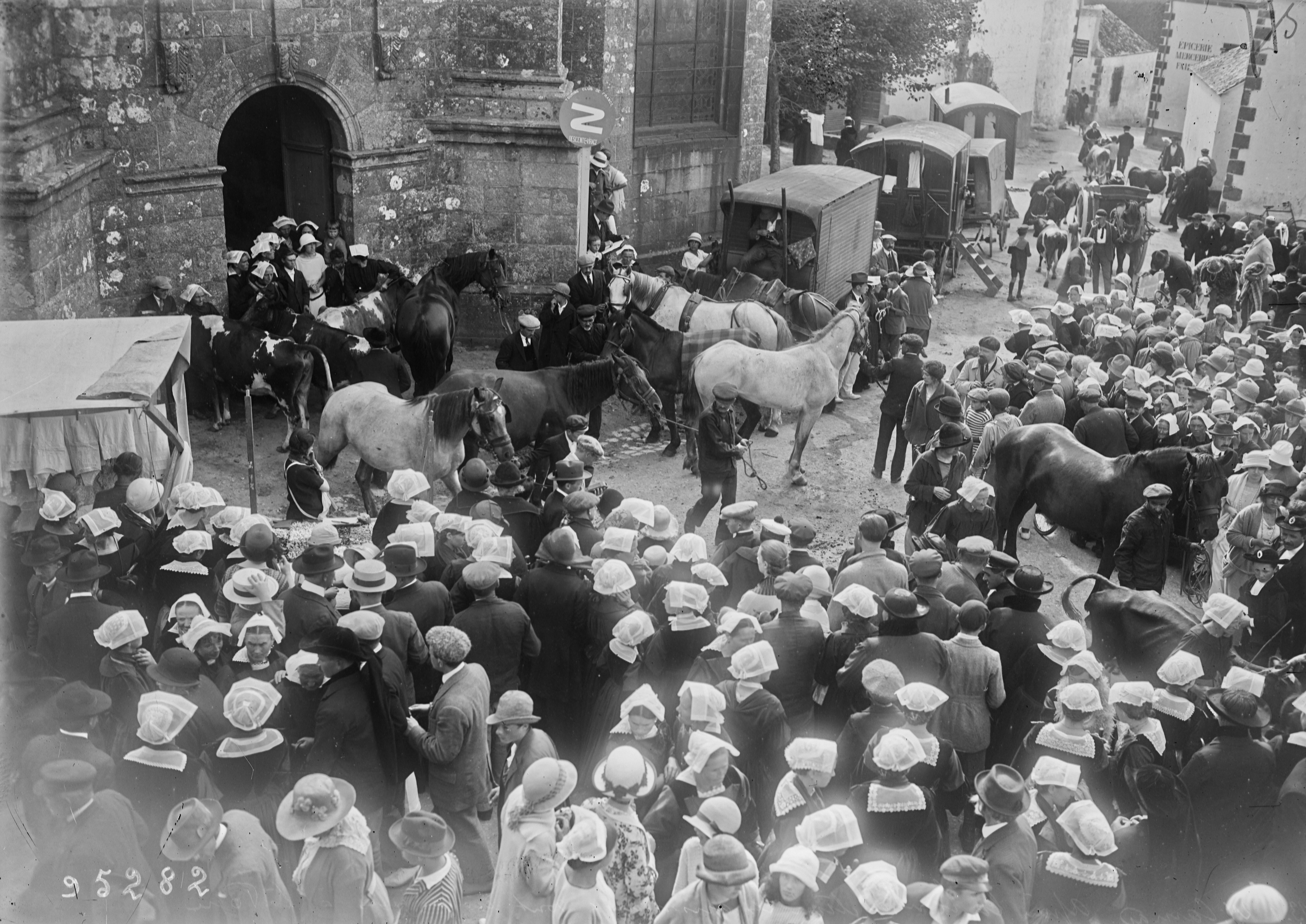
Église Saint-Cornély de Carnac : la bénédiction des chevaux sous la statue de saint Cornély lors du Pardon de 1924.
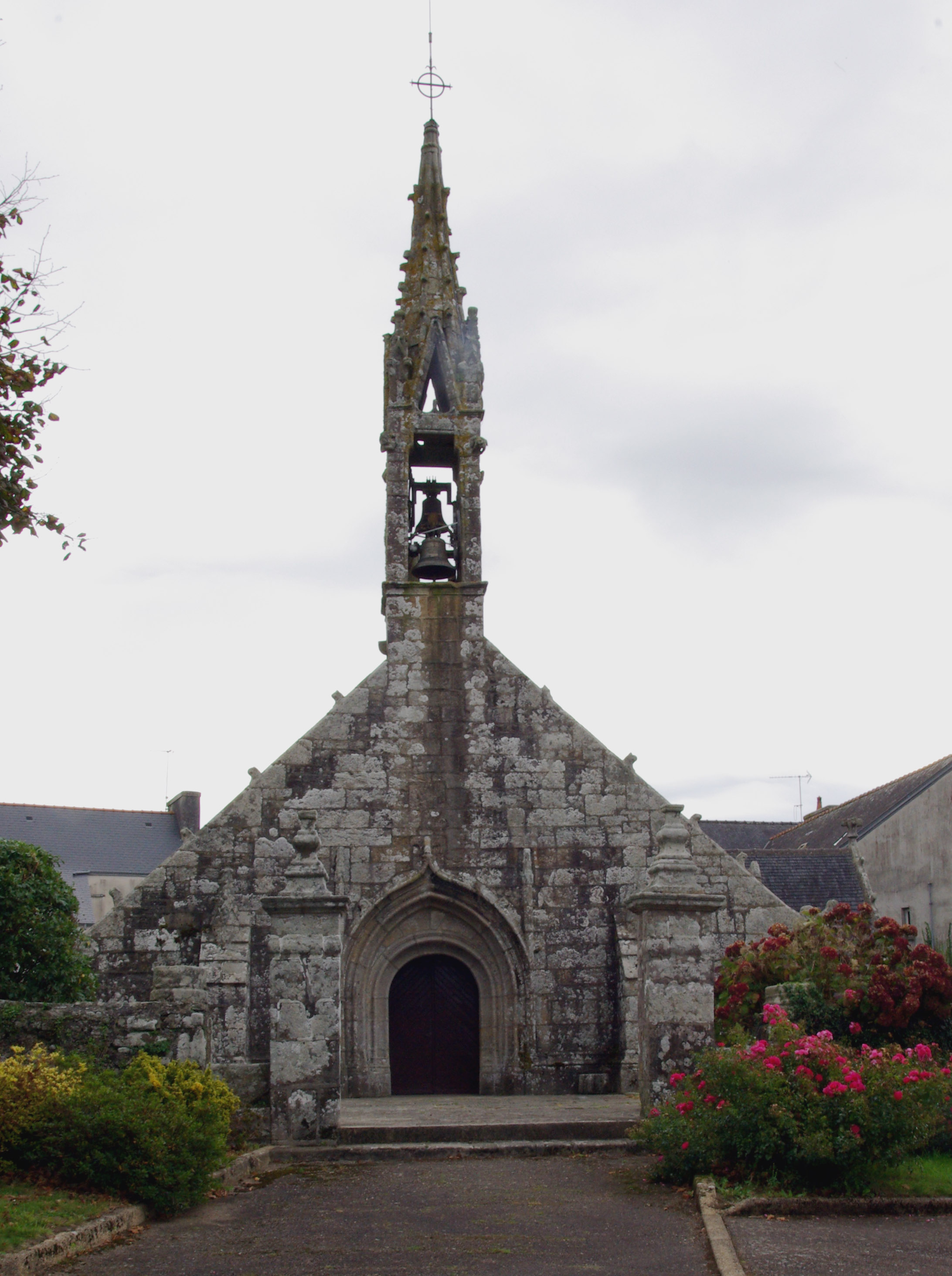
L'église paroissiale Saint-Corneille [en fait Saint-Cornély] de Gourlizon : la façade.
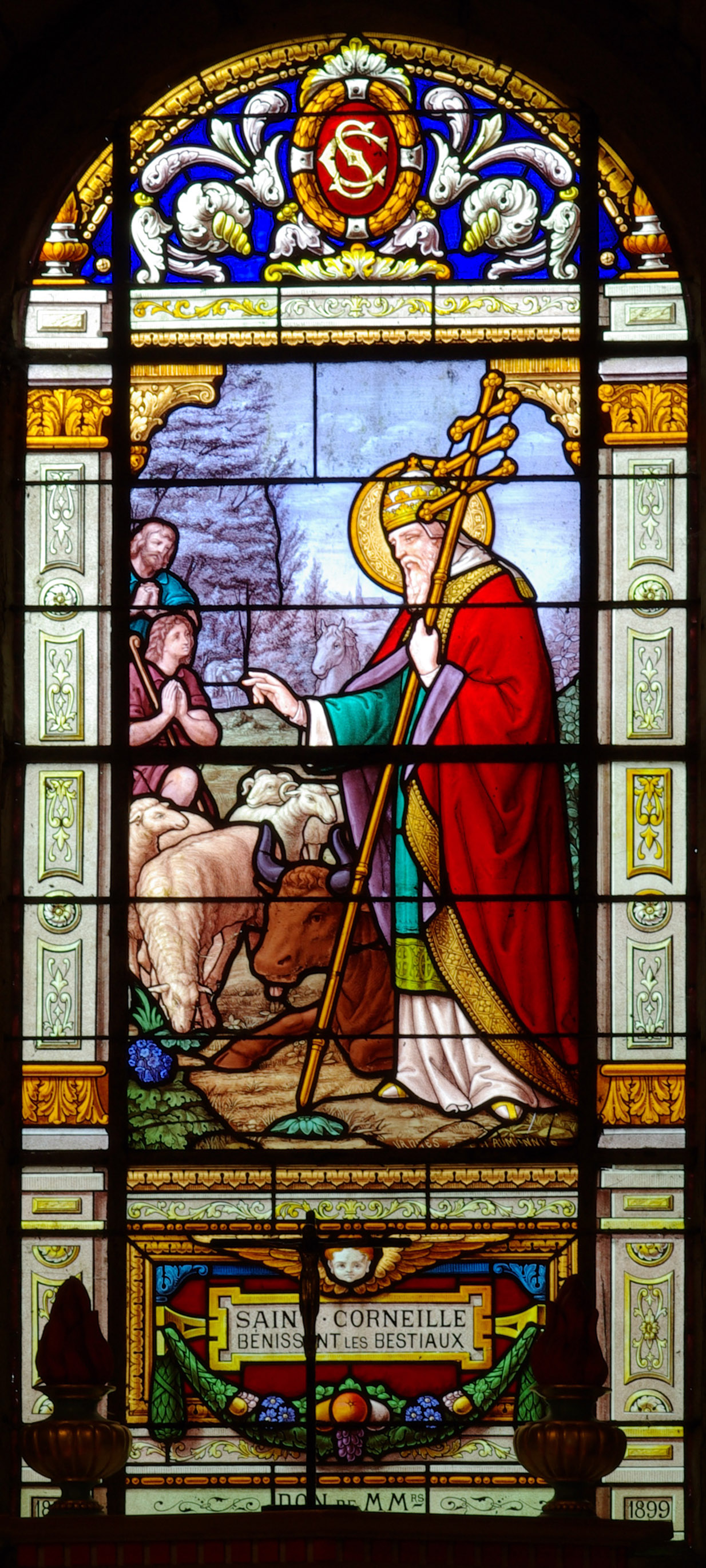
Vitrail représentant saint Corneille [en fait saint Cornély] bénissant les bestiaux (église de Gourlizon).
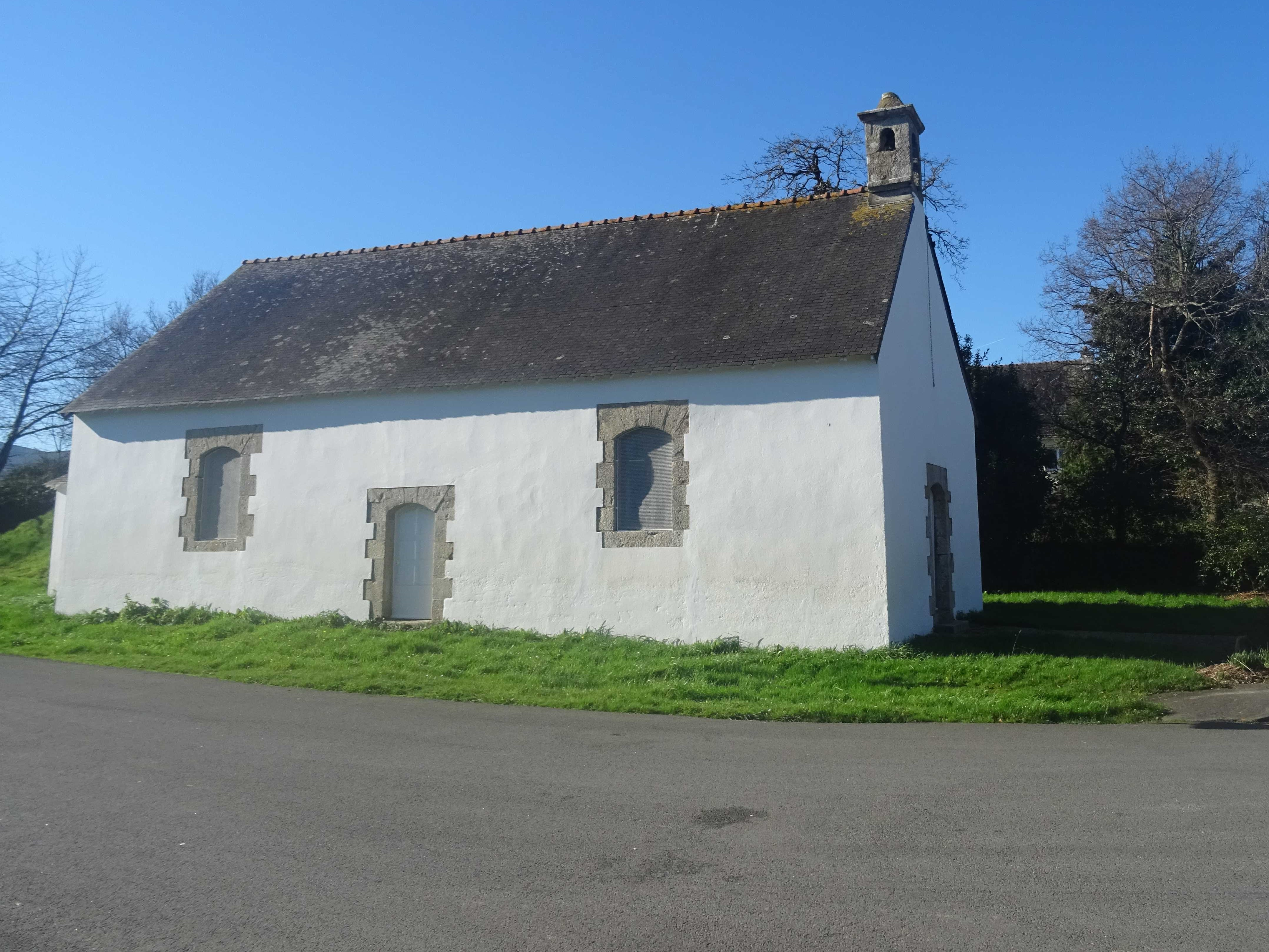
Chapelle Saint-Cornély à Lanester.
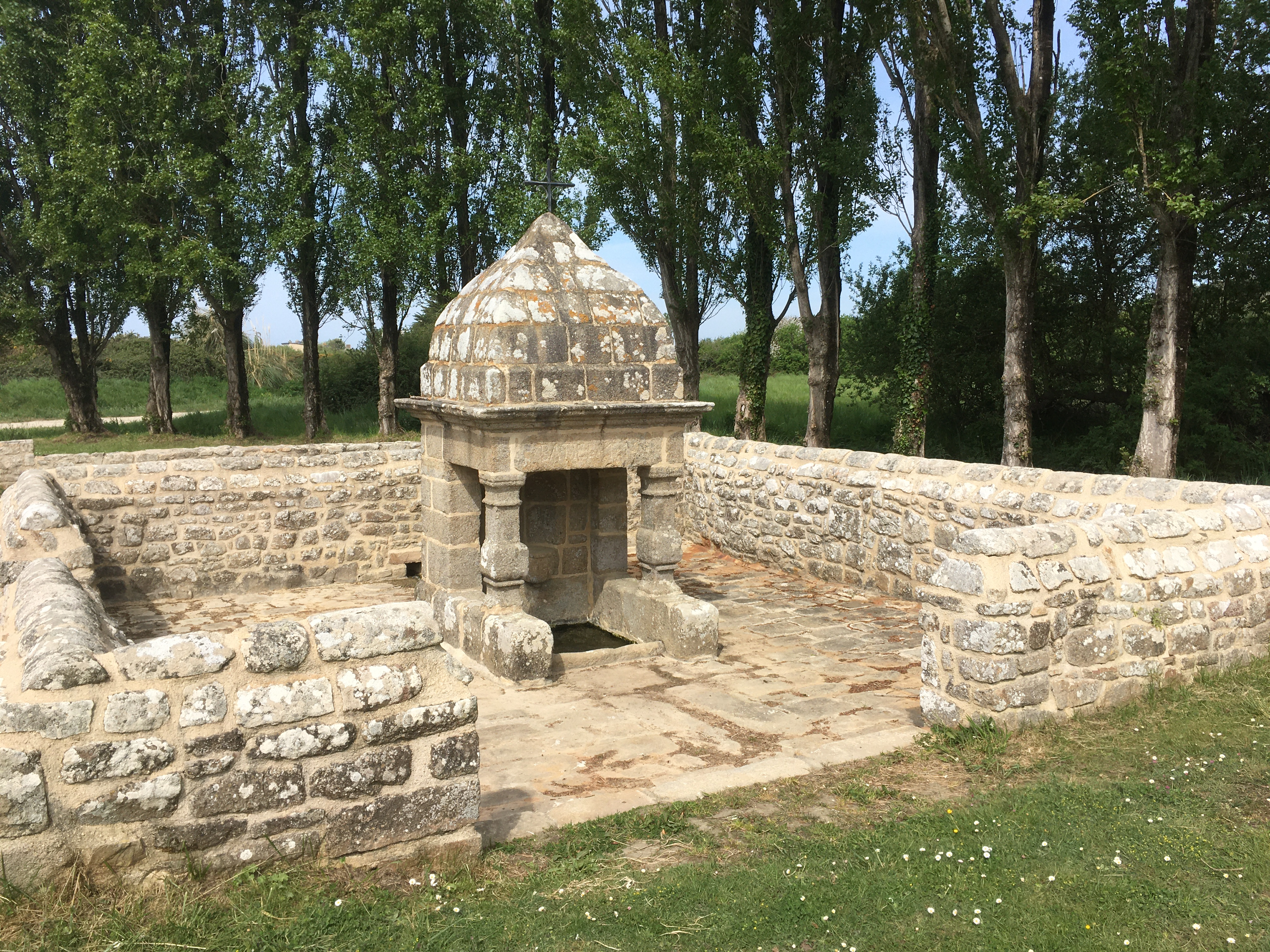
Fontaine de dévotion Saint-Cornély (Kerprat, Plouhinec) bâtie en 1716.
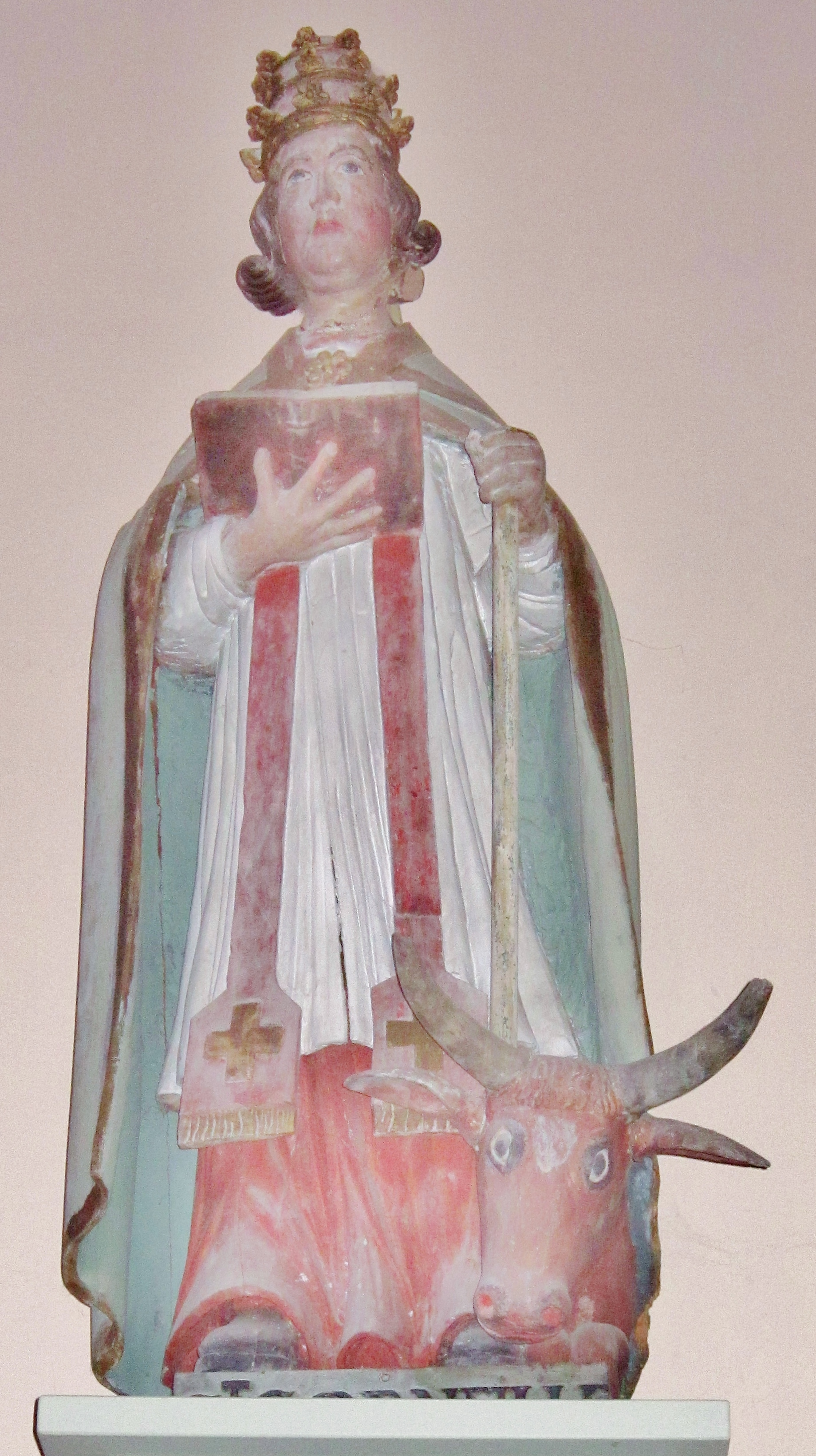
Névez : église paroissiale Sainte-Thumette : statue de saint Cornély datant du XVIIIe siècle.
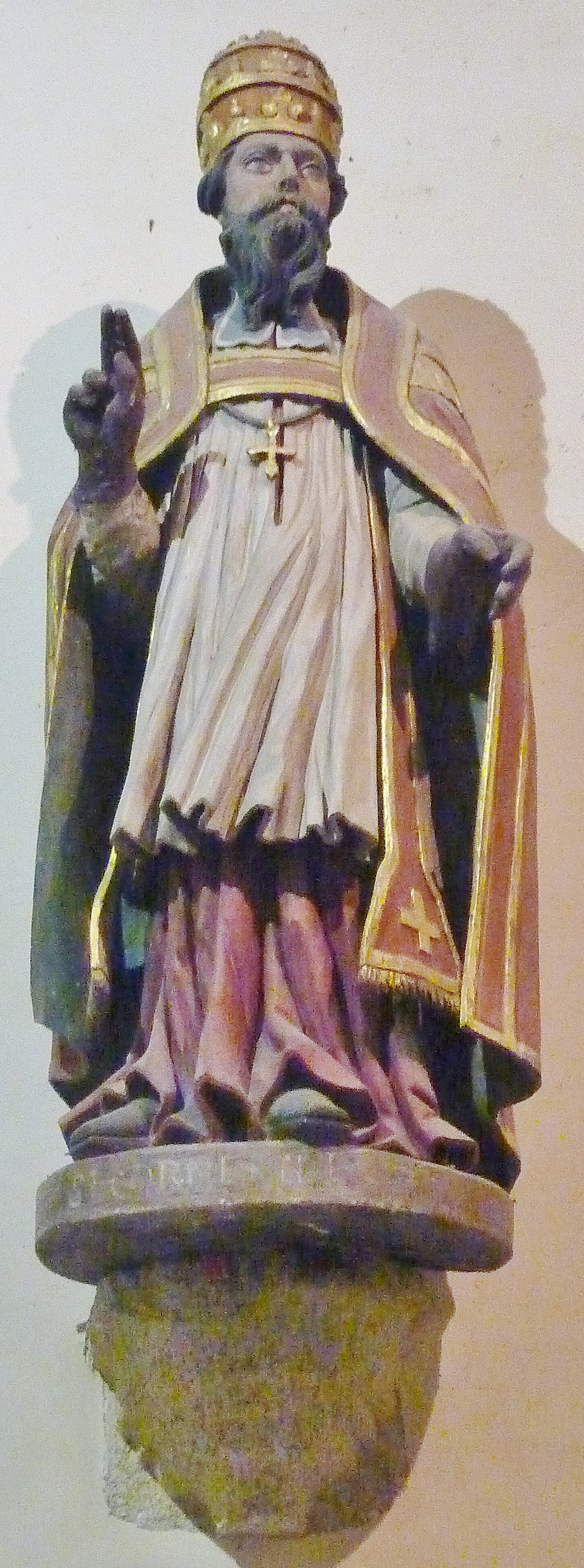
Chapelle Saint-Philibert-et-Saint-Roch de Moëlan-sur-Mer, statue de saint Cornély.
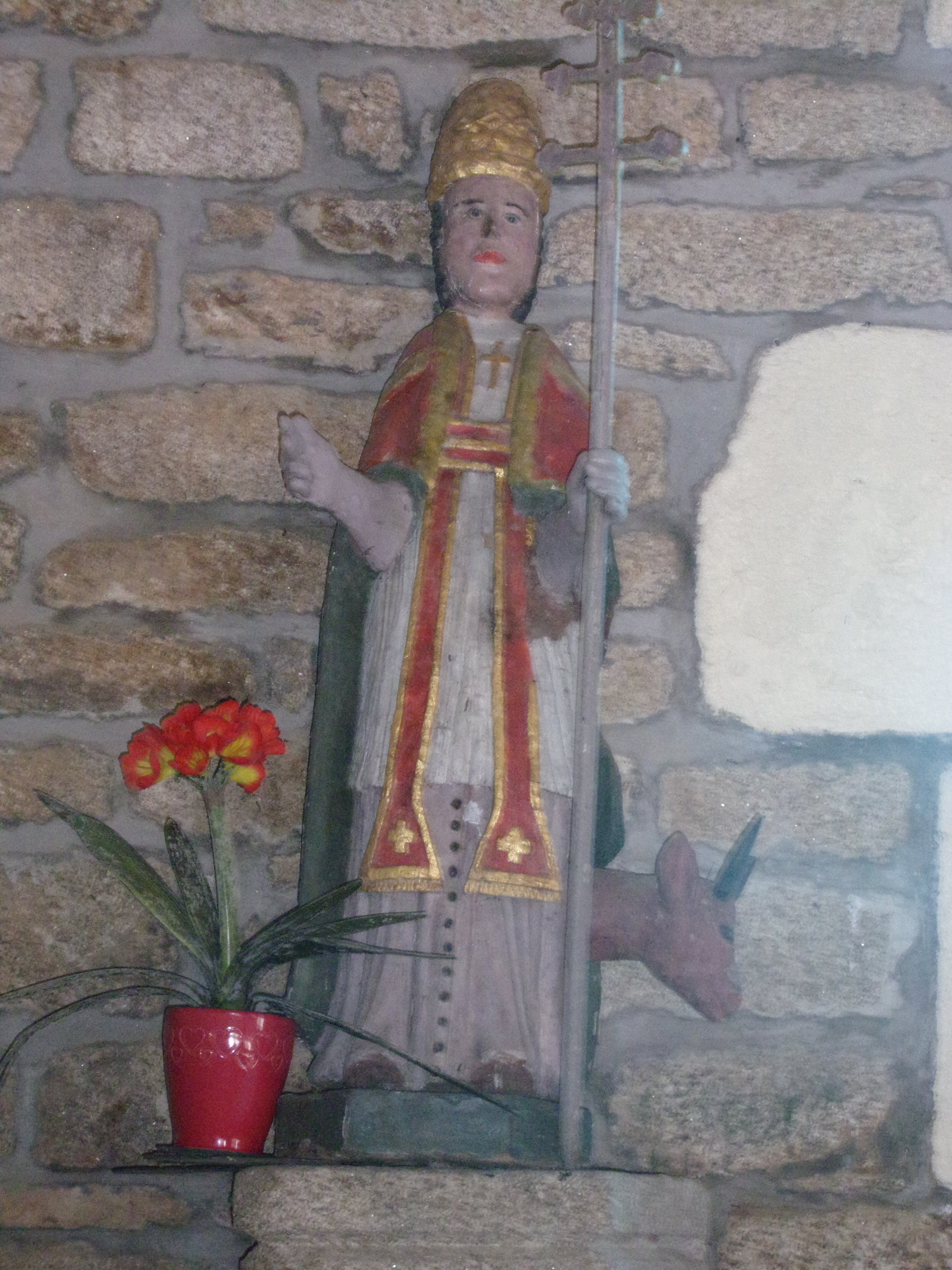
Chapelle Sainte-Catherine (Bonigeard, Meslan), statue de Saint Cornély avec une bête à cornes.
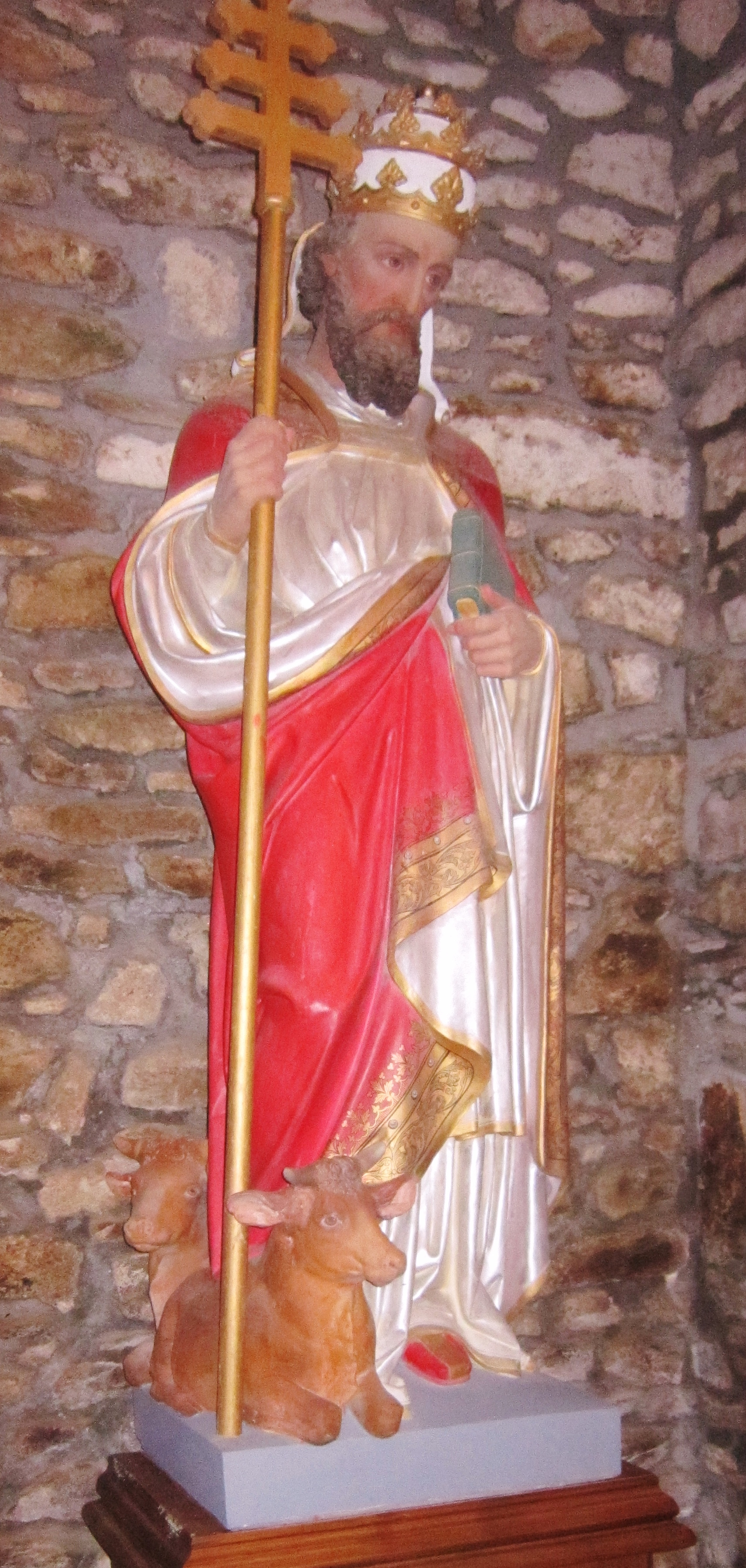
Chapelle Sainte-Anne de Brandérion ː statue de saint Cornély, protecteur des bêtes à cornes, d'où la présence de la vache au pied de sa statue.
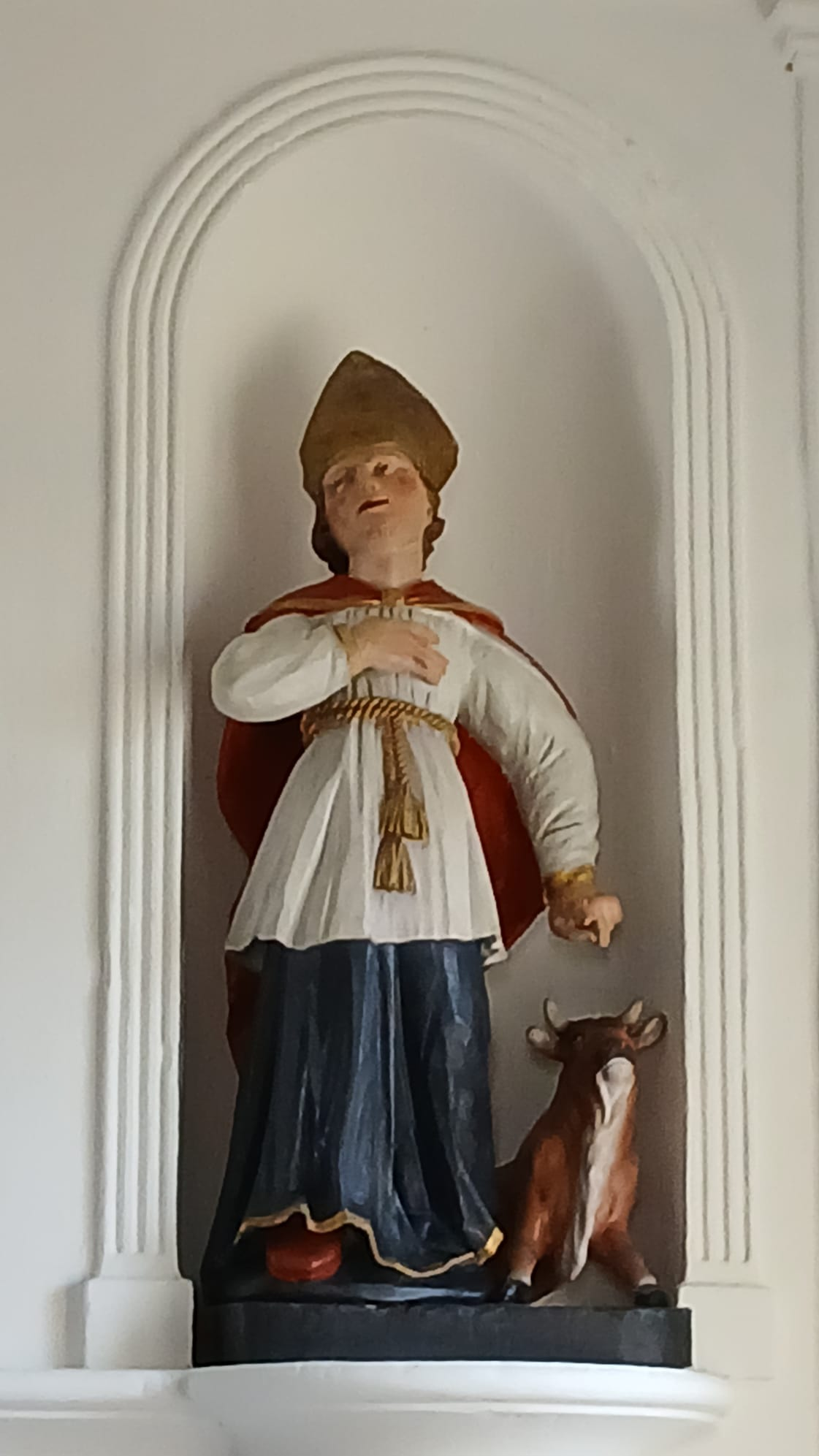
Statue de saint Cornély en la chapelle de Bonne-Nouvelle de Donges.
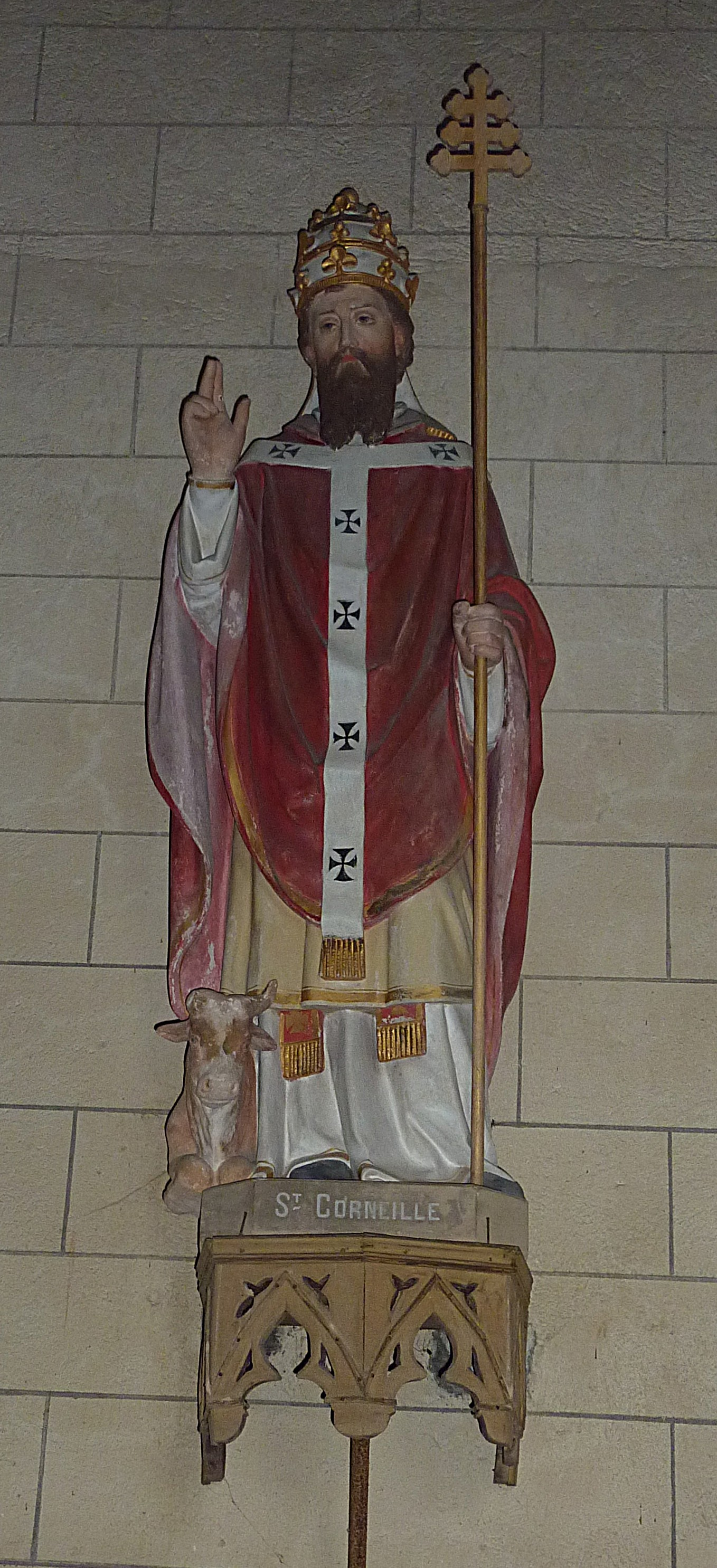
Chapelle Saint-Yves de Bubry : statue de saint Corneille.

Des églises dédiées à saint Cornély existent aussi à Tourc'h et à Gourlizon.